# Frederick Lindemann
Pour les articles homonymes, voir Lindemann.
Frederick Alexander Lindemann, 1er vicomte Cherwell, né le 5 avril 1886 à Baden-Baden et mort le 3 juillet 1957, est un physicien anglais, conseiller scientifique du gouvernement du Royaume-Uni et proche de Winston Churchill.

## Biographie

### Premières années
Frederick Lindemann est le second des trois fils d'Adolphus Frederick Lindemann (un alsacien naturalisé anglais) et de Olga Noble, une Américaine d'origine britannique. Après avoir suivi ses études en Écosse et à Darmstadt, il s'inscrit à l'université de Berlin où il suit les cours de Walther Hermann Nernst. Par la suite, physicien à la Sorbonne, il conduit des recherches qui confirment les théories de chaleur massique à très basses températures d'Albert Einstein.

### La Première Guerre mondiale
Excellent joueur de tennis, Lindemann est surpris par le déclenchement de la Première Guerre mondiale alors qu'il participe à un tournoi en Allemagne et doit s'enfuir pour éviter d'être fait prisonnier. En 1915, il rejoint la Royal Aircraft Factory à Farnborough où il développe une théorie mathématique permettant à un aéronef de se sortir d'un décrochage  en vol. Il teste par lui-même sa théorie après avoir appris à piloter.

### Oxford
À la fin de la guerre, Lindemann est nommé professeur de philosophie expérimentale à l'Université d'Oxford et directeur du Laboratoire Clarendon sur la recommandation d'Henry Tizard avec qui il a travaillé à Berlin. En 1919, Lindemann est l'un des premiers à suggérer que les particules composant le vent solaire, protons ainsi qu'électrons puissent venir du soleil.
Il travaille aussi sur la théorie des capacités thermiques et de la couche d'inversion dans la stratosphère. À la cinétique chimique, il propose en 1921 le mécanisme de Lindemann pour les réactions unimoléculaires.
Politiquement proche des conservateurs, il s'oppose à la grève générale de 1926 et participe à la parution de la British Gazette, journal publié par Churchill. Alarmé et effrayé par l'évolution des évènements en Allemagne dans les années 1930, il fait partie des experts qui conseillent alors au Premier Ministre de lancer une vaste campagne de réarmement du pays.

### La Seconde Guerre mondiale
Lorsque Churchill devient Premier Ministre, il nomme Lindemann au poste de conseiller scientifique du gouvernement, puis comme Paymaster General (en) où il est connu sous le surnom de the Prof. Churchill le décrit comme le lobe scientifique de mon cerveau et lui fait une confiance totale.
L'une des principales réalisations de Lindemann est alors de créer un groupe de statisticiens dont le rôle est de convertir de très nombreuses sources de données brutes en graphiques, permettant d'évaluer directement (par exemple) l'état de ravitaillement du pays en nourriture. Ce groupe sera la cause de nombreuses frictions entre les départements du gouvernement, mais permit également à Churchill de prendre des décisions rapides, basées sur des données correctes.
En 1942, il présente au War Cabinet un rapport dans lequel il préconise le bombardement massif des villes allemandes dans le cadre d'une campagne de bombardement stratégique. Ce rapport, basé sur les effets du bombardement allemand des villes de Birmingham et Kingston-upon-Hull fournit une estimation des dommages que la RAF pourrait provoquer en concentrant ses efforts sur de tels bombardements. Adopté par le gouvernement, son rapport est ensuite mis en pratique avec vigueur par Arthur Travers Harris. Cependant l'efficacité de ces bombardements sur les civils a été par la suite largement remise en cause: d'après les économistes qui ont parcouru l'Allemagne juste après la guerre, les bombardements des villes avaient été un fiasco, et n'avaient pas eu l'effet escompté sur l'effort de guerre, renforçant au contraire la capacité de résistance de la population.
La même année, il donne son avis à propos du radar H2S développé par le Telecommunications Research Establishment pour être utilisé lors ces bombardements. Il insiste pour que l'instrument utilise un klystron, facile à détruire en cas d'écrasement, pour empêcher les Allemands de découvrir le fonctionnement du magnétron, essentiel au fonctionnement des autres radars britanniques. La puissance du klystron étant inférieure et les échéances pressantes, sa recommandation fut rejetée mais s'avéra fondée peu de temps plus tard quand les Allemands développèrent un brouilleur à partir d'un H2S capturé à Cologne.

### Fin de vie
Après la guerre, Lindemann retourne à Oxford tout en continuant son travail de conseiller scientifique du gouvernement. Il fait partie des fondateurs de la United Kingdom Atomic Energy Authority. Il est fait baron Cherwell en 1941 (vicomte Cherwell en 1956), puis membre du Conseil privé du Royaume-Uni en 1943 et membre de l'ordre des compagnons d'honneur en 1953.

## Sources et bibliographie
- (en) Cet article est partiellement ou en totalité issu de l’article de Wikipédia en anglais intitulé « Frederick Lindemann, 1st Viscount Cherwell » (voir la liste des auteurs).
- (en) F. Furneaux-Smith, 'The Professor and the Prime Minister: The Official Life of Professor F. A. Lindemann Viscount Cherwell. Boston, 1961
- (en) A. Fort, Prof: The Life and Times of Frederick Lindemann. Pimlico, 2004,  (ISBN 0-7126-4007-X)